# La Emancipación
La Emancipación fue un periódico marxista de tirada semanal editado en Madrid desde julio de 1871 hasta marzo de 1873. Es considerado como el primer núcleo importante a través del cual comienza a penetrar en España el pensamiento de Marx y Engels.
Uno de sus fundadores y principales impulsores fue José Mesa y Leompart, quien promovió la difusión ortodoxa de la doctrina marxista a través del rotativo valiéndose de la ayuda del yerno de Marx Paul Lafargue, quien había huido a España tras el fracaso de la Comuna de París.
Entre los responsables del periódico también se encontraban Francisco Mora Méndez, Ángel Mora, Pablo Iglesias, Hipólito Pauly, Víctor Pagés, Inocente Calleja, Valentín Sáenz y Luis Castillón.
Aun cuando La Emancipación llegaba aproximadamente a un centenar de localidades, entre ellas los
grandes centros obreros de Cataluña y Valencia, desde el verano de 1872, coincidiendo con la ruptura de la Federación Regional Española de la AIT, se acelerará la desaparición del periódico, resultando vanos todos los intentos realizados para mantener su publicación, tal como reconoce el mismo Engels en carta dirigida a Friedrich Adolph Sorge.
En el semanario La Emancipación apareció por primera vez en castellano el Manifiesto del Partido Comunista y se publicaron algunos fragmentos de El capital.